# Ахурян (село)
Ахуря́н (вірм. Ախուրյան) — село в марзі Ширак, Вірменія. Найбільше село у Вірменії. Станом на 2008 рік, населення села становило 10 046 осіб.

## Відомі уродженці
- віце-чемпіон Європи 2003 року з греко-римської боротьби, учасних трьох Олімпійських ігор Левон Гегамян[1]
- чемпіон Європи 2016 року з греко-римської боротьби Варшам Боранян[2].